# Ceramida moelleri
Ceramida moelleri är en skalbaggsart som beskrevs av Flach 1906. Ceramida moelleri ingår i släktet Ceramida och familjen Melolonthidae. Inga underarter finns listade.